# Mill Creek (Stuart Creek)
Der Mill Creek (englisch für „Mühlbach“) ist ein drei Kilometer langer Gebirgsbach im Einzugsgebiet des Copper Rivers im US-Bundesstaat Alaska.

## Verlauf
Er entspringt in einem Bergsee in den Chugach Mountains nordöstlich von Valdez auf etwa 1370 m Seehöhe. Nachdem er zunächst einige kleine Seen durchflossen hat, wendet sich der Bach Richtung Südwesten und fließt über die Bergflanke zu Tal. Dort mündet er in den Stuart Creek.